# Кущівник червоноокий
Кущівни́к червоноокий (Mackenziaena severa) — вид горобцеподібних птахів родини сорокушових (Thamnophilidae). Мешкає в Південній Америці.

## Опис
Довжина птаха становить 21-21 см. Виду притаманний статевий диморфізм. На голові є чуб, який може ставати дибки. Самці мають переважно темно-сіре забарвлення, лоб і тім'я у них чорнуваті, крила буруваті. Самички мають переважно чорнувато-коричневе забарвлення, лоб і чуб на тімені рудуваті. Верхня частина тіла поцяткована рудувато-коричневими смужками, нижня частина тіла і крила поцятковані світло-коричневими смужками. У молодих самців забарвлення має бронзовий відтінок. Очі темно-червоні, дзьоб темний.

## Поширення і екологія
Червоноокі кущівники мешкають на південному сході Бразилії (від південно-східної Баїї, східного Мінас-Жерайсу і західного Сан-Паулу на південь до північного Ріу-Гранді-ду-Сул), на сході Парагваю та на крайньому північному сході Аргентини (Місьйонес). Вони живуть в густому бамбуковому і чагарниковому підліску вологих рівнинних і гірських атлантичних лісів, на узліссях, в деградованих лісах, на бананових і евкаліптових плантаціях та в садах. Зустрічаються поодинці або парами, переважно на висоті до 1400 м над рівнем моря. Іноді приєднуються до змішаних зграй птахів разом з довгохвостими кущівниками. Живляться комахами, равликами, слимаками та іншими безхребетними, іноді жабками, дрібними ящірками, пташенятами і яйцями, яких шукають серед рослинності і ліан.